# Абдуллаева, Саадет Абуталыб кызы
Саадет Абуталыб кызы Абдуллаева (азерб. Səadət Abutalıb qızı Abdullayeva; 18 января 1940, Баку — 12 марта 2017, Баку) — азербайджанский музыковед, этноорганолог, педагог, доктор искусствоведения, профессор.

## Биография
Родилась 18 января 1940 года в г. Баку. Дочь Абуталыба Абдуллаева.
В 1947—1957 годах обучалась в музыкальной школе-десятилетке при Азербайджанской государственной консерватории (ныне Средняя специальная музыкальная школа им. Бюльбюля).
В 1957 году поступила в Азербайджанскую государственную консерваторию (ныне Бакинская музыкальная академия им. Узеира Гаджибейли). В 1962 году закончила консерваторию по специальности «Азербайджанская народная музыка».
В 1962—1971 годах работала на должности младшего научного сотрудника отдела «Музыка» Института архитектуры и искусства Министерства культуры Азербайджана  (впоследствии - при Академии наук Азербайджана).
1965—1967 годы обучалась в аспирантуре, действующей при институте.
В 1968 году присуждена учёная степень кандидата искусствоведения.
1971—1979 годах — преподаватель, старший преподаватель, в 1979—1992 годы — доцент кафедры Истории и теории азербайджанской народной музыки Азербайджанской государственной консерватории. В 1992—2017 годы — профессор этой же кафедры.
В 1978 году избрана членом Союза композиторов СССР.
В 2004 году присуждено научное звание профессора, 2006 году учёная степень доктора искусствоведения.
Скончалась в Баку 12 марта 2017 года.

## Научная деятельность
Научные исследования связаны с исследованием истории музыки, строения, особенностей звучания и использования, их сравнением с однотипными инструментами в тюркском пространстве, а также дальнейшим развитием. Одна из основателей современного азербайджанского инструментоведения. В своих трудах выдвинула проблему восстановления широко используемых на территории Азербайджана, но затем вышедших из употребления музыкальных инструментов.

## Педагогическая деятельность
В 1971—2017 годах читала лекции по специализированным предметам «Азербайджанское народное музыкальное творчество», «Инструментовка», по общему курсу «Основы азербайджанской народной музыки», проводила индивидуальные и факультативные занятия со студентами по инструментовке. Руководила научными докладами, дипломными и выпускными работами студентов. Разработала методические основы инструментовки для оркестра азербайджанских народных инструментов. Под её руководством 15 человек (в том числе 3 турецких специалиста) выполнили диссертационные работы и удостоены научной степени доктора философии по искусствоведению.

## Награды
В 2000 году награждена Почётной грамотой Министерства образования Азербайджанской Республики за плодотворную научно-педагогическую деятельности в подготовке высококвалифицированных музыковедческих кадров.
В 2013, 2015, 2016 годы удостоена «Президентской стипендии», предусмотренной для членов Союза композиторов Азербайджана.

## О ней
- Союз композиторов Азербайджана. Справочник (декабрь 1973 — июнь 1979 гг.). Баку, Ишыг, 1979, с. 123.
- Союз композиторов СССР. Справочник. Москва, Сов. комп., 1981, с. 260.
- Союз композиторов Азербайджана. Справочник (сентябрь 1979 г. — июль 1984 г.). Баку, Ишыг, 1985, с. 242.
- Əfəndiyeva İ. «Ədəbiyyat və incəsənət» qəzeti, 1990, № 48, 7 dekabr.
- Azərbaycan Bəstəkarlar İttifaqı. Məlumat kitabçası (1990—2001). Bakı: 2002, s. 13-14.
- Rzayev N. «Həqiqət bürcü» qəzeti, 2003, № 1, 11-18 yanvar; «Mədəniyyət» qəzeti, 2003, № 05, 01 fevral;
- Seyidova S., Əfəndiyeva İ. «Musiqi dünyası», 2005, № 1-2, s. 123—125;
- Əfəndiyeva İ. «Mədəni-Maarif» jurnalı, 2005, № 7, s. 33-34;
- Muğam ensiklopediyası. Heydər Əliyev Fondu. Bakı, 2008, s. 11.
- Azərbaycan milli ensiklopediyası, c. 1. Bakı, 2009, s. 39.
- Энциклопедия азербайджанского мугама. Баку, 2012, c. 34.
- Azərbaycan Bəstəkarlar İttifaqı. Məlumat kitabçası. Bakı, 2012, s. 17-20.
- Кафаров С. Газета «Зеркало», 2013, № 126, 26 января.
- Qafarov S. Səadət Abdullayeva. Bakı, Şərq-Qərb, 2014, 32 s.
- Şamaxı ensiklopediyası. Bakı, 2015, s. 19-20.
- Hidayətqızı S. Muğam qəsri. Bakı, Apostol, 2016, s. 555.
- Azərbaycan bəstəkarları və musiqişünasları. http://abm.musigi-dunya.az
- Həsənova C. «Musiqi dünyası», 2017, 1/70, s. 74-75.
- Hüseynova L. «Konservatoriya». Elmi jurnal, 2017, № 1 (35), s. 4.
- Багирова C. Газета «Каспий», 2018, 14 марта, с. 10.
- Rəhmanov R. Çalğı alətlərilə bağlı yaradıcılıq ömrü (Səadət Abdullayevanın xatirəsinə). Bakı, Nurlar, 2018, 328 s.
- Ozan-aşıq ensziklopediyası, I cild, Bakı, Gənclik, 2019, s. 43.
- Nəcəfzadə A. Ud çalğı aləti Azərbaycan qaynaqlarında. Bakı, “Xəzər Univertsitəsi” nəşr., 2019, s. 5-7.
- Zöhrabova L.. Unudulmaz musiqişünas Səadət Abdullayevanın monoqrafiyası haqqında qeydlər. "Mədəniyyət" qəz. 2021, 27 oktyabr

## Труды

### Книги
- Народные музыкальные инструменты Азербайджана. Баку, Азернешр, 1972, 36 с.[1]
- Современные азербайджанские народные музыкальные инструменты. Bakı, İşıq, 1984, 76 с[2].
- Азербайджанская инструментальная музыка. Москва, Mузыка, 1990, 96 c.
- Историография азербайджанских народных музыкальных инструментов. Bakı, AzPU, 1991, 130 c.
- Azərbaycan xalq çalğı alətləri və orkestrləşdirmə [Азербайджанские народные музыкальные инструменты и оркестровка]. Bakı, Maarif, 1996, 174 s. (совместно с С.Алескеровым).
- Народный музыкальный инструментарий Азербайджана (музыковедческо-органологическое исследование). Баку, Элм, 2000, 486 с.[3]
- Azərbaycan xalq çalğı alətləri [Азербайджанские народные музыкальные инструменты]. Bakı, Adiloğlu, 2002, 454 s.[4]
- Azərbaycan folklorunda çalğı alətləri [Музыкальные инструменты в азербайджанском фольклоре]. Bakı, Adiloğlu, 2007, 216 s.[5]
- Azərbaycan musiqisi və təsviri sənət [Азербайджанская музыка и изобразительное искусство]. Bakı, Oğuz eli, 2010, 416 s.[6]
- Музыкальные инструменты очаровывают мир. Баку: Нурлар, 2016, 288 с. (текст на азербайджанском, английском и русском языках).[7]
- Nizamidə musiqi, musiqidə Nizami [Низами о музыке, Низами в музыке]. Bakı: Nurlar, 2018, 360 s.

### Избранные статьи
- Çalğı alətlərimizin sorağı ilə [Расспрашивая наши музыкальные инструменты] // «Qobustan» sənət toplusu, 1971. — № 1 (9). — S. 69-70.
- Rübabın izi ilə [По следам рубаба] /Azərbaycan musiqisi: tarix və müasir dövr. — Bakı: 1994. — S. 82-88.
- Rud, bərbət və ud çalğı alətləri haqqında mühakimələr [Суждения о музыкальных инструментах руд, барабат и уд] / Ekologiya, fəlsəfə, mədəniyyət. Elmi məqalələr məcmuəsi, 7-ci buraxılış. — Bakı: Təbib, 1995. — S. 67-70.
- Musiqişünaslığımızda əks olunmayan xalq çalğı alətlərimiz [Музыкальные инструменты, не отражённые в нашем музыковедении] / Azərbaycan şifahi xalq və professional musiqinin problemləri. Elmi məqalələr toplusu. — Bakı: 2002. — S. 5-13.
- «Глашатай» радостей и побед народа // İrs-Наследие. — 2002. — № 4. — C. 52-53.
- Мелодия из глубины веков // İrs-Наследие. — 2003. — № 5. — C. 40-41;
- Чарующие звуки балабана // İrs-Наследие. — 2003. — № 8. — С. 48-49.
- Роль композиторского творчества в становлении и развитии оркестра азербайджанских народных музыкальных инструментов / Bəstəkar və zaman (Azərbaycan bəstəkarlarının yubileylərinə həsr olunmuş konfrans materialları və elmi məqalələr toplusu). — Bakı: Adiloğlu, 2003. — S. 42-50.
- Türk məkanında xalq çalğı alətlərinin müqayisəli öyrənilməsinin ilkin nəticələri [Первичные результаты по сравнительному изучению народных музыкальных инструментов в тюркском пространстве ] / «Ortaq türk keçmişindən ortaq türk gələcəyinə». II Uluslararası folklor konfransının materialları". — Bakı: 2004. — S. 333—338.
- Azərbaycan şifahi xalq ədəbiyyatında çalğı alətləri [Музыкальные инструменты в азербайджанском устном народном творчестве] // Musiqi dünyası. — 2004. — 3-4/21. — S. 170—177.
- «Koroğlu» dastanında aşıq sənəti, çalğı alətləri, eyniadlı hava və instrumental silsilələri [Ашыгское искусство, музыкальные инструменты, одноимённые песенные и инструментальные циклы в эпосе «Кёроглу»] // Musiqi dünyası. — 2006. — 3-4/29. — S. 91-96.
- Mövsüm və məişət mərasim şənliklərində çalğı alətlərimiz [Музыкальные инструменты в календарных и семейно-обрядовых увеселениях] / Bəstəkar və zaman, III buraxılış. — Bakı: Adiloğlu, 2008. — S. 254—270.
- Dədə Qorqud və qopuz [Деде Горгуд и гопуз] / Folklor və etnoqrafiya.-2008. — № 3-4. — S. 61-69.
- Azərbaycan musiqi ifaçılığı təsviri sənətdə /Азербайджанское музыкальное исполнительство в изобразительном искусстве / Konservatoriya. — 2009. — № 1. — S. 127—136.
- Muğam və təsviri sənət [Мугам и изобразительное творчество] / «Muğam aləmi» Beynəlxalq elmi simpoziumun materialları, 18-20 mart 2009-cu il. — Bakı: Şərq-Qərb, 2009. — S. 26-39;
- Азербайджанское инструментоведение: достижение и перспективы / Международный симпозиум «Музыкальные инструменты тюркских народов». — Баку: 2010. www.musicmuseum.az/turksoy2010/tstez01.doc
- Музыкальный инструмент мирового значения // İrs-Наследие. — 2011. — № 1(49). — C. 44-49.
- Самый певучий среди инструментов // İrs-Наследие. — 2011. — № 2 (50). — C. 54-58;
- Саз — неотъемлемый инструмент азербайджанских ашугов // İrs-Наследие. — 2011. — № 3 (51). — C. 58-63;
- Азербайджанский канун // İrs-Наследие. — 2011. — № 4 (52). — C. 56-59;
- Чарующий слух музыкальный инструмент // İrs-Наследие. — 2011. — № 5 (53). — C. 28-33.
- Çalğı alətlərimizin yayılma hüdudları [Границы распространения наших музыкальных инструментов] / Tarixi yaşadan unudulmuş musiqi alətləri. Milli musiqinin tədqiqi. Elmi məqalələr toplusu. — Bakı: Mütərcim, 2011. — S. 27-45.
- Пастушья свирель звучит в оркестрах // İrs-Наследие. — 2012. — № 1 (55). — C. 40-45.
- Под ритмы нагары, гавала и гоша-нагары // İrs-Наследие. — 2012. — № 5 (59). — C. 28-34.
- Azərbaycan instrumental muğam ifaçılığı — ənənələrinin varisliyi kontekstində [Инструментальное исполнение мугамов в контексте преемственности традиций] / «Muğam aləmi». III Beynəlxalq elmi simpoziumunun materialları, Bakı, 12-15 mart, 2013. — Bakı: 2013. — S. 3-9.
- Древние азербайджанские музыкальные инструменты. // İrs-Наследие. — 2013. — № 2 (62). — C. 34-40.
- Nizami Gəncəvinin etik və estetik görüşləri «musiqili» misralarda [Этно-эстетические взгляды Низами Гянджеви в «музыкальных» строфах]// Konservatoriya. — 2016. — № 3 (33). — S. 21-27.
- Dahi bəstəkar və korifey musiqişünas [Гениальный композитор и корифей музыковедения] / Üzeyir Hacıbəyli müasirlərin düşüncəsində. I cild. Müəllif və tərtibçi Səadət Təhmirazqızı. — Bakı, 2016, — S. 90-99.
- Nizami Gəncəvinin əsərlərində musiqili səhnələr [Музыкальные сцены в произведениях Низами Гянджеви] // Konservatoriya. — 2017. — № 1 (35). — S. 5-13.
- Azərbaycan çalğı alətləri haqqında qaynaqları araşdırarkən… [Изучая первоисточники по азербайджанским музыкальным инструментам...]// Musiqi dünyası. — 2016. — 4 (69). — S. 11- 16.
- Nizami Gəncəvinin əsərlərində musiqi və rəqs ifaçıları [Исполнители музыки и танца в произведениях Низами Гянджеви] / Türksoylu xalqların musiqi mədəniyyətinin tədqiqi problemləri. XVI Beynəlxalq elmi-praktiki konfransın materialları. — Bakı: 2017. — S. 13-18.
- Nizami Gəncəvinin əsərləri orta əsr çalğı alətləri haqqında əsas mənbə kimi [Произведения Низами Гянджеви как основной источник по средневековым музыкальным инструментам] // Konservatoriya. — 2018. — № 1 (39). — S. 69-78.